# Eupithecia soultanabadi
Eupithecia soultanabadi là một loài bướm đêm trong họ Geometridae.